# Айверкс, Аб
Аб А́йверкс (англ. Ub Iwerks [ˈʌb ˈaɪwɜrks]; 24 марта 1901 — 7 июля 1971) — американский аниматор, карикатурист, изобретатель, номинант на премию Оскар; наиболее известен совместной работой с Уолтом Диснеем, также знаменит как соавтор Микки Мауса и создатель лягушонка Флипа(англ. Flip the Frog).

## Биография

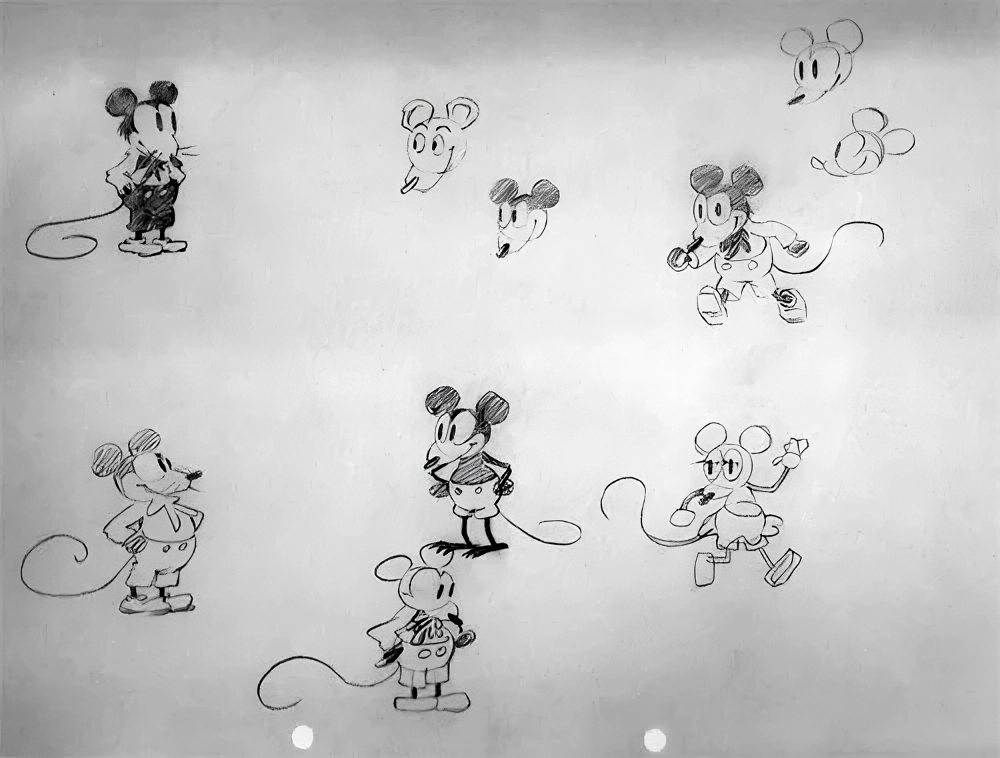
Самый ранний из известных концепт-артов Микки Мауса и Минни Маус, датированный началом 1928 года, в основном приписываемый Абу Айверксу, но предположительно также включающий работы Уолта Диснея и Леса Кларка; из коллекции семейного музея Уолта Диснея

Своим необычным именем (Ubbe Ert Iwwerks) Айверкс обязан отцу, который был эмигрантом из Восточной Фризии (региона на северо-западном побережье Германии).
Аб Айверкс познакомился с Диснеем в 1919-м году, когда устроился работать иллюстратором в Kansas City Slide Newspaper Company. В 1922-м году Дисней запустил на своей студии «Laugh-O-Gram» производство мультипликационных серий и Айверкс подключился к проекту в качестве старшего мультипликатора. Наработки Аба Айверкса во многом определили характерный стиль ранней диснеевской мультипликации.
После утраты прав на везучего кролика Освальда (Oswald the Lucky Rabbit), которого Айверкс совместно с Диснеем разработал в 1927-м году для Universal, студия остро нуждалась в новом герое. В ходе творческих поисков Айверкс придумал и разработал образ мышонка, впоследствии получившего имя Микки Маус. Первые мультфильмы с участием Микки Мауса и серии цикла «Silly Symphonies» анимировались почти исключительно Абом Айверксом.
Дальнейшие отношения Айверкса с Диснеем сложились непросто. История с кроликом Освальдом развила у Диснея подозрительность и болезненное отношение к своему авторству (в мультфильмах того периода не указывались имена работавших над картиной художников, вместо этого в титрах значилось «Walt Disney Productions»). Айверкс, уставший от давления со стороны Диснея и считавший, что его вклад в работу над наиболее успешными мультфильмами не оценён по достоинству, порывает с Диснеем и в 1930-м году открывает собственную студию анимации.
Несмотря на заказ от MGM на серию мультфильмов про лягушонка Флипа и хвастуна Вилли (Willie Whopper), а также выпуск в период с 1933 по 1936 годы короткометражных лент из серии «ComiColor Cartoons», студия Айверкса так и не смогла добиться значимого коммерческого успеха. Спонсоры отказали Айверксу в финансовой поддержке, и вскоре студия прекратила своё существование.
В 1937-м году Леон Шлезингер нанял Айверкса для работы над четырьмя эпизодами «Looney Toons» с участием Порки Пига и козла Гэбби (Gabby Goat). После работы на Шлезингера Айверкс выполнил ещё один проект для Screen Gems. В 1940-м году он вернулся на работу к Диснею, где занялся в основном разработкой визуальных эффектов, а также выполнял работу вне студии Диснея (например, Айверкс разработал и создал специальные эффекты для фильма Альфреда Хичкока «Птицы»).
Аб Айверкс умер в 1971-м году от сердечного приступа в Бербанке, Калифорния.

## Культурное влияние
- Редкий автопортрет Айверкса был найден в мусорной корзине мультстудии в Бербанке. В настоящее время портрет хранится в архиве анимации голливудского отделения ASIFA в Бербанке, его изображение используется на сплэш-заставке некоторых анимационных фильмов, также хранящихся в архиве.
- Общеизвестен тот факт, что основоположник аниме Осаму Тэдзука разработал свой изобразительный стиль под впечатлением ранних диснеевских мультфильмов. Однако при этом обычно не делается акцента на том, что ранние фильмы студии Диснея создавались практически одним человеком, Абом Айверксом, и следовательно, Тэдзука был впечатлён не работой Диснея, а работой Айверкса.
- 18-й эпизод 7-го сезона мультсериала «Симпсоны» «The Day the Violence Died» повествует о частично вымышленных событиях зарождения и развития голливудской анимации. Мультипликатор Роджер Майерс, по сюжету укравший у своего подчинённого Щекотку и Царапку является прямой пародией на Уолта Диснея, в то время как создатель персонажей Щекотки и Царапки Честер Дж. Лэмпвик — пародией на Аба Айверкса.
- В эпизоде «The „Good Old Days!“» мультсериала «Волшебные родители» Тимми и Папочка попадают в «мультфильм прошлого», повторяющий стилистику чёрно-белых диснеевских фильмов. Дорожный знак на перекрёстке указывает на пересечение улиц «Ube» и «Iwerks».
- В эпизоде «Superstitious Stimpy» мультсериала «Шоу Рена и Стимпи» имя Айверкса звучит в заклинании против злых чар, которое произносит Стимпи.